# August Hlond
August Hlond (Brzęczkowice (Brzenskowitz) nabij Myslowitz, Silezië, 5 juli 1881 - Warschau, 22 oktober 1948) was een Pools geestelijke en kardinaal van de Katholieke Kerk.
Hlond trad in 1896 in bij de Salesianen van Don Bosco en werd door de overste van zijn klooster meteen naar Rome gestuurd. Hier promoveerde hij in 1899 in de filosofie aan de Pauselijke Gregoriaanse Universiteit. Hij werd op 23 september 1905 priester gewijd. Hij werkte vervolgens op verschillende Salesiaanse scholen, alvorens directeur te worden van een Salesiaans instituut in opbouw, in Wenen. In 1919 werd hij provinciaal van de Salesianen voor Duitsland-Oostenrijk-Hongarije. In 1922 werd Hlond benoemd tot apostolisch administrator van het gebied dat later het aartsbisdom Katowice zou worden. In 1925 werd hij hier bisschop en een jaar later benoemde paus Pius XI hem tot aartsbisschop van Poznań-Gniezno en tot feitelijk primaat van Polen.
Tijdens het consistorie van 20 juni 1927 werd hij kardinaal gecreëerd. De Santa Maria della Pace werd zijn titelkerk. Hij richtte in 1930 de Poolse Katholieke Actie op. Hij ondersteunde de antisemitische politiek van de toenmalige regering en van de extreemrechtse Endecja. In 1939 vluchtte hij via Roemenië naar Vaticaanstad. Hier trachtte hij zich in te zetten voor het lot van zijn door nazi-Duitsland en de Sovjet-Unie bezette vaderland. Hij kon – mogelijk onder Duitse diplomatieke druk – evenwel niet in het Vaticaan blijven, en bracht de rest van de Tweede Wereldoorlog in Lourdes door. Hij werd in 1944 gearresteerd door de Gestapo, maar in 1945 door de geallieerden bevrijd, waarna hij terugkeerde naar Polen. In 1946 werd hij – na een herschikking van de Poolse (aarts)bisdommen, aartsbisschop van Warschau-Gniezno. In deze functie trachtte hij de Duitstalige bisschoppen in Polen te vervangen door Poolstaligen.
Inmiddels is een proces gestart voor de zaligverklaring van kardinaal Hlond. Zijn mogelijke zaligverklaring stuit op protest van Duitstaligen, die menen dat Hlond zich onbehoorlijk heeft opgesteld tegen de Duitstalige minderheid in Polen.